# 활재선생문집 목판
활재선생문집 목판(活齋先生文集 木板)은 충청북도 괴산군에 있는 목판이다. 1986년 4월 28일 충청북도의 유형문화재 제153호로 지정되었다.

## 개요
효령대군의 8대손으로 성리학자였던 이구(1613∼1654) 선생의 문집『활재선생문집』을 간행하기 위해 만든 목판이다.
『활재선생문집』은 시(詩)·부(賦)·서(書)·소(疏)·부록 등을 수록하고 있으며, 판각된 목판 수량은 140매이다.
내용은 성리학에 대한 깊은 지식을 담고 있으며, 역사에 대한 그의 평론과 천문, 역법 등에 관한 것이다. 이와 더불어 간행한 문집 8권 4책이 전존되어 있다.

## 참고 자료
- 활재선생문집 목판 - 국가유산청 국가유산포털